# Powellisetia
Powellisetia là một chi ốc biển nhỏ, là động vật thân mềm chân bụng sống ở biển trong họ Rissoidae.

## Các loài
Các loài trong chi Powellisetia gồm có:
- Powellisetia deserta (Smith, 1907)[2]
- Powellisetia pelseneeri (Thiele, 1912)[3]
- Powellisetia ponderi Numanami, 1996[4]